# ラノーン港
ラノーン港 （タイ語:ท่าเรือระนอง、英語：Ranong Port) は、タイ南部ラノーン県にあるタイ王国の港湾。

## 概要
ラノーン港は、タイ港湾局によって管理されている国際貿易港である。タイ政府により南アジアと東アジアをつなぐ港として港湾整備がすすめられている。年間貨物輸送量は開港時の2006年8,637トンから、2007年25,261トンに増加している。2008年から不定期ではあるがインド チェンナイ航路が開始された。

## 歴史
2003年3月25日、閣議によりタイ港湾局のラノーン港の管理運営を承認し、南アジア、中東、ヨーロッパ、アフリカとの交易路をつなげるアンダマン海沿岸の主要海上輸送港として整備することを目指した。第1期ラノーン港整備によって総量500トン以下の貨物船2隻が停泊できる港湾が建設されていた。しかし、近年増加する西行き国際航路に対して明らかに港湾能力が不足していた。そのため、第2期ラノーン港湾整備において12000DWTの貨物船が接岸できる港が建設され、2006年7月に公式に開港した。. 

## 事務所所在地
- ラノーン県 ムアンラノーン郡 タムボン・パークナーム バーンカオナーンホン　ムー5　160/1（160/1 หมู่ 5 บ้านเขานางหงส์ ต. ปากน้ำ อ. เมือง จ.ระนอง 85000）

## 施設
敷地面積51ha。多目的ターミナルとコンテナターミナルの2ヶ所のターミナル(バース)から構成される。

### 多目的ターミナル
全長134m、26m幅。500トン以下の貨物船2隻を同時に接岸できる。全長212m、10m幅の橋でターミナルとコンテナヤードがつながっている。

### コンテナターミナル
全長150m、30m幅。12,000DWT以下の貨物船が接岸できる。全長212m、7.5m幅の橋でヤードとつながっている。さらにコンテナターミナルと多目的ターミナルは全長40mの橋で接続されている。

### 進入路
チャーン島の東側から港までの進入路は27km。最低潮位時に水深8m、幅120メートルである。

## 国内輸送
- 陸路:  高速道路4号線がバンコク-チュムポーン-ラノーンの568kmを結んでいる。
- 鉄道:港から110kmの距離にあるコンテナヤードのある駅、チュムポーン県ムアンチュムポーン郡 ウィサイ駅までトラックで輸送し、そこから全国に安全に輸送することが可能。